# Gordon (wyspa)
Wyspa Gordon (hiszp. Isla Gordon) – wyspa należąca do Chile. Położona nad Kanałem Beagle. Należy do archipelagu Ziemi Ognistej. Administracyjnie podlega pod region Magallanes y la Antártica. Wyspa jest również częścią Parku Narodowego Alberto de Agostini.